# Zdeněk Pštross
Zdeněk Pštross, křtěný Zdenko Karel (25. května 1885 v Berouně – 1. května 1954 v Montrealu [zdroj?]) byl architekt, vysokoškolský profesor antické architektury na Českém vysokém učení technickém v Praze.

## Stručný životopis
Zdeněk Pštross byl absolventem fakulty architektury na ČVUT v Praze. (V letech 1903 až 1908/1909 byl žákem významného českého architekta, pedagoga, designéra a restaurátora Josefa Schulze.) Po skončení ČVUT se vydal na studijní cesty po Itálii (1909–1910), Německu, Francii, Řecku, Turecku a Malé Asii. Docentem antické architektury na ČVUT v Praze byl od roku 1915.  Přestože ani Zdeněk Pštross, ani jeho manželka Františka Pštrossová nebyli židovského původu, jejich stopa končí po roce 1939 – během válečných let, kdy odcestovali do Kanady.[zdroj?]

## Charakter odborného působení
- Realizace veřejných a obytných budov[4]
- Navrhoval rodinné domy, kancelářské, občanské a dopravní stavby.[3]
- Interiérová tvorba[4]
- Nositel řady ocenění v architektonických soutěžích (na regulaci měst Berouna a Kladna, na budovu gymnázia v Ústí nad Labem, obchodní akademie v Berouně a v Třebíči)[4]
- Antické architektuře se věnoval teoreticky.[3]
- Je autorem odborné studie z oboru architektury (viz níže)[4]

## Chronologický přehled realizací
- 1918 – Waldesovo muzeum (spolu s Josefem Fantou), Moskevská čp. 262, Praha – Vršovice [p 2]
- 1920–1922 – Obchodní akademie, Beroun[6]
- 1924 – Ředitelská vila, Beroun
- 1926 – České státní reálné gymnázium, České mládeže čp. 360, Ústí nad Labem – Klíše[6][7] [p 3]
- 1928–1932 – Základní škola (Okresní úřad), Blatná (dnes 2015 Základní škola T.G.Masaryka)
- 1929–1931 – Nádraží, Rokycany
- 1934 – Velitelská vila, Strašice [p 4]
- 1936 – Hotel Tlustý, Strašice [p 5]
- 1938–1939 – Kancelářský dům, Nádražní ul. č.p. 274/XVI., Praha – Smíchov
- 1939 – Rodinný dům Františky Pštrossové, Valtrova č.p. 33, 391 65 Bechyně [p 6] [p 7]

Některé stavby Z. Pštrosse
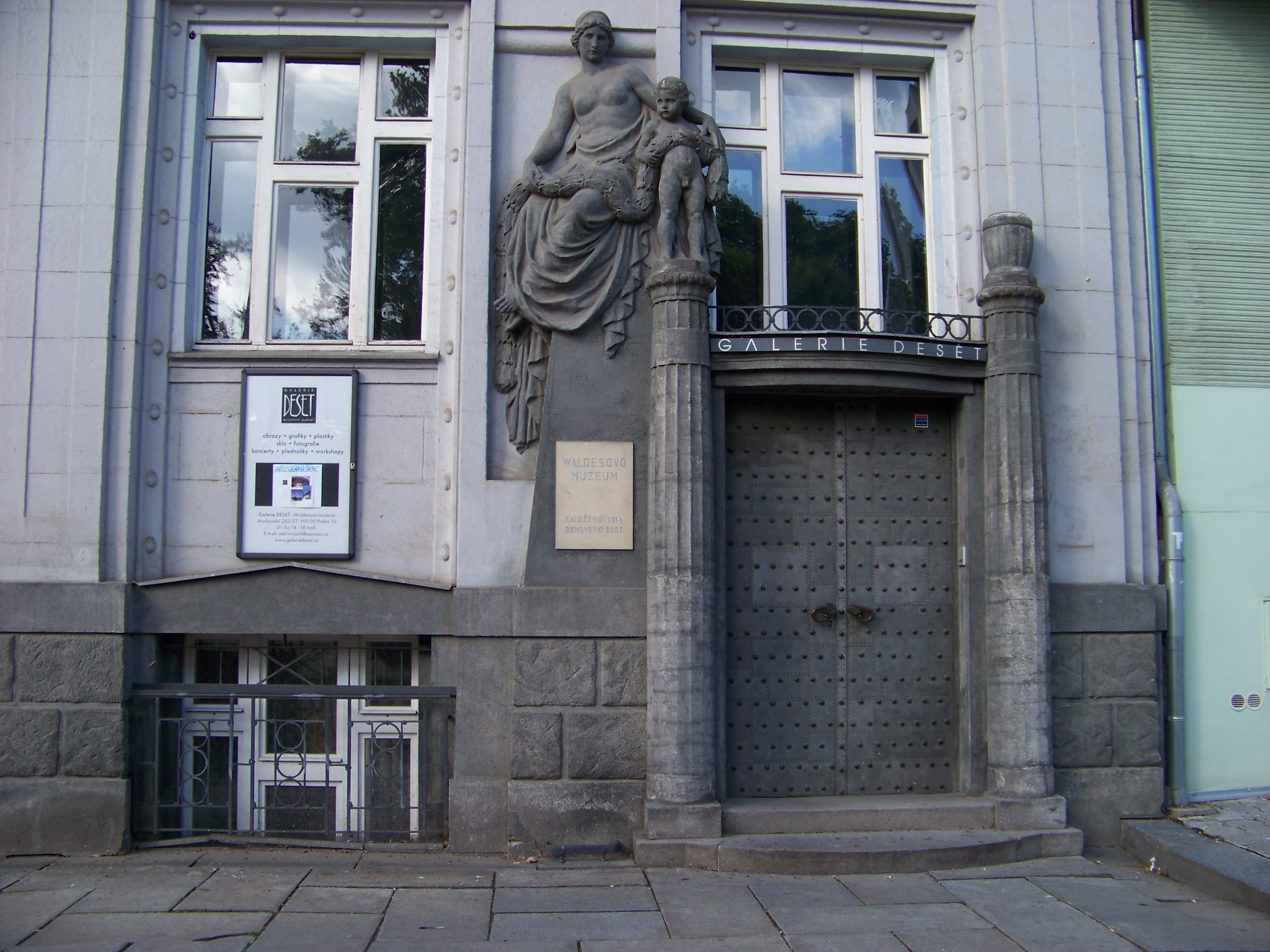
Waldesovo muzeum
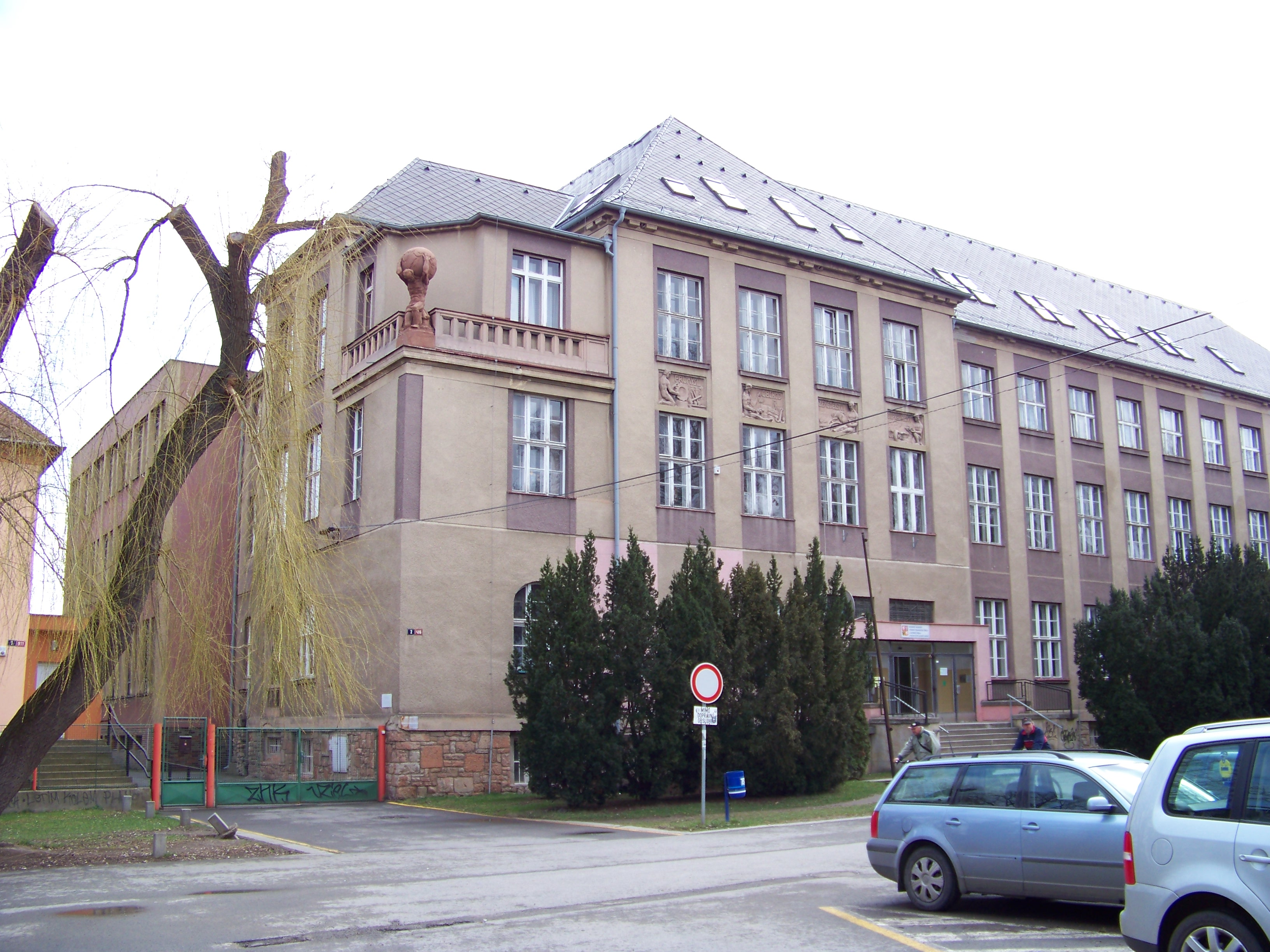
Obchodní akademie, Beroun
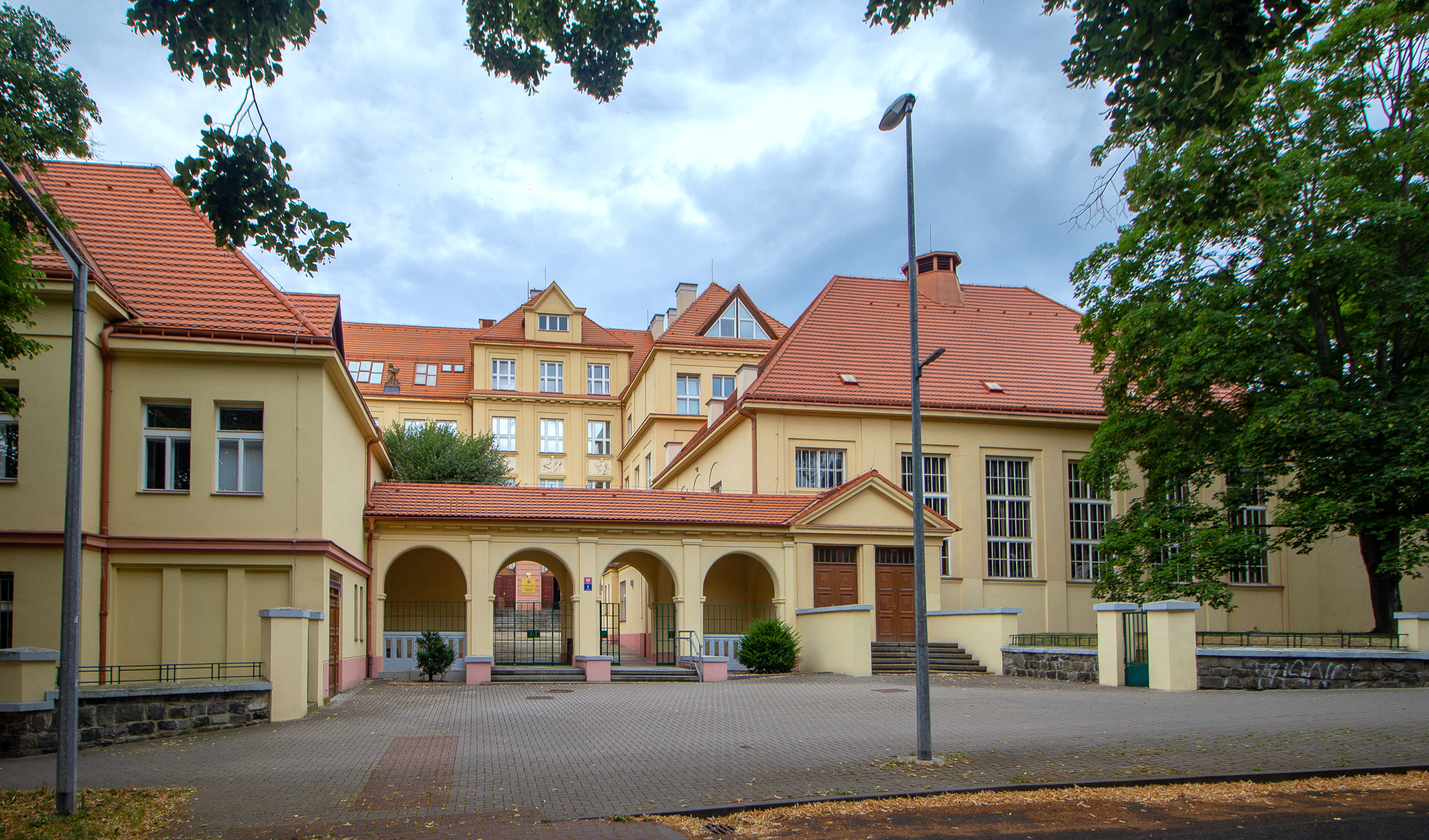
Budova Pedagogické fakulty Univerzita Jana Evangelisty Purkyně, Ústí nad Labem – Klíše
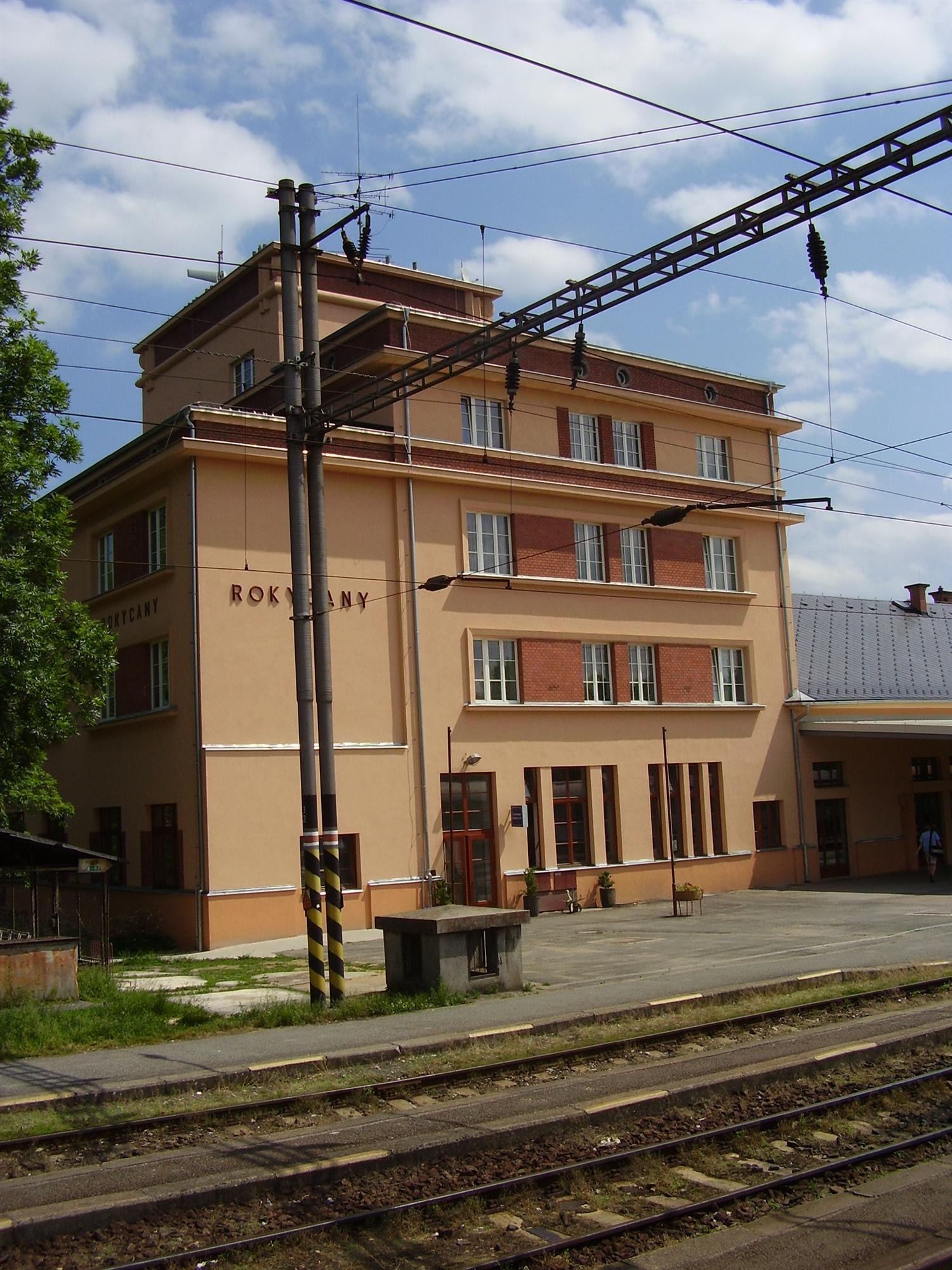
Nádraží v Rokycanech
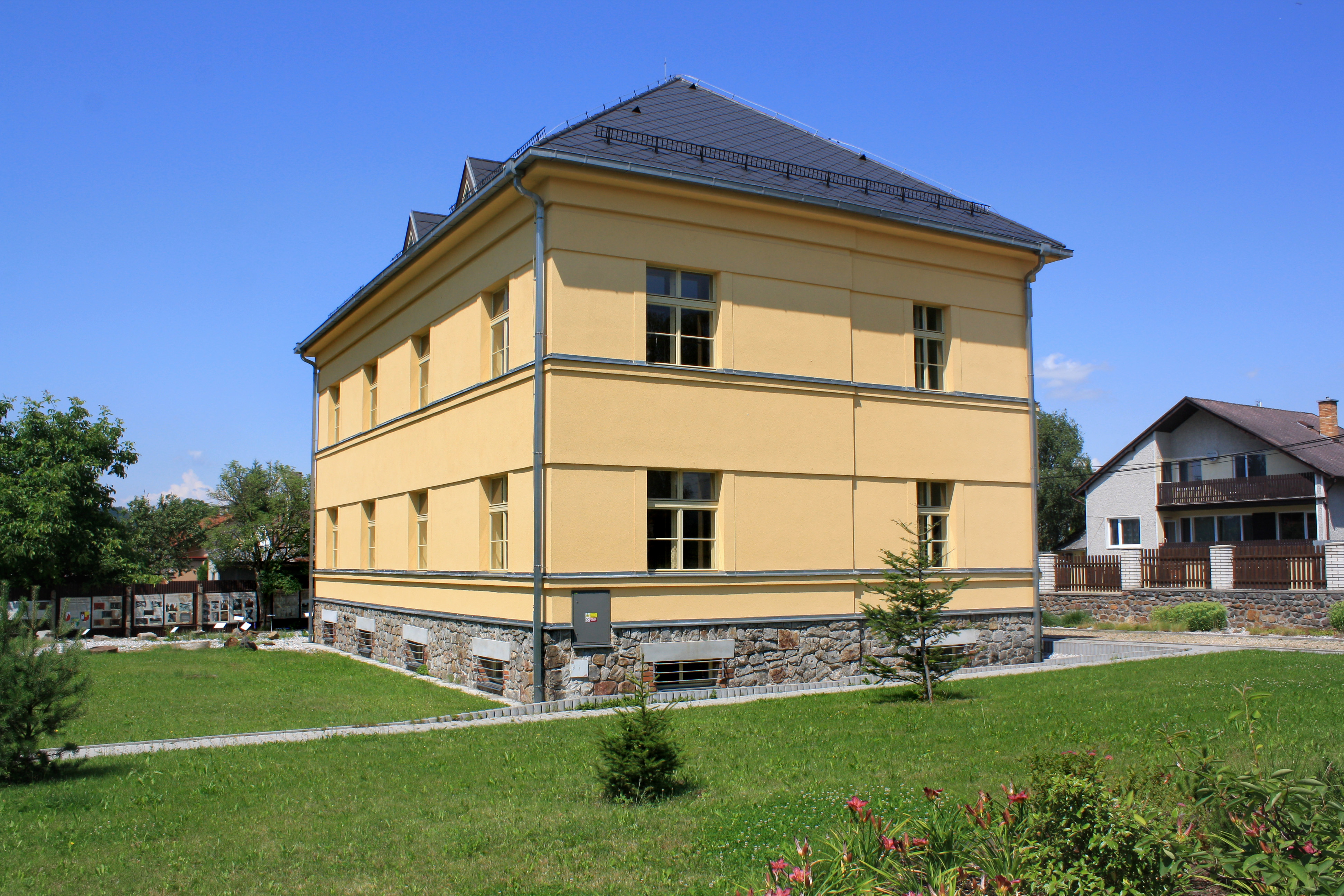
Velitelská vila ve Strašicích
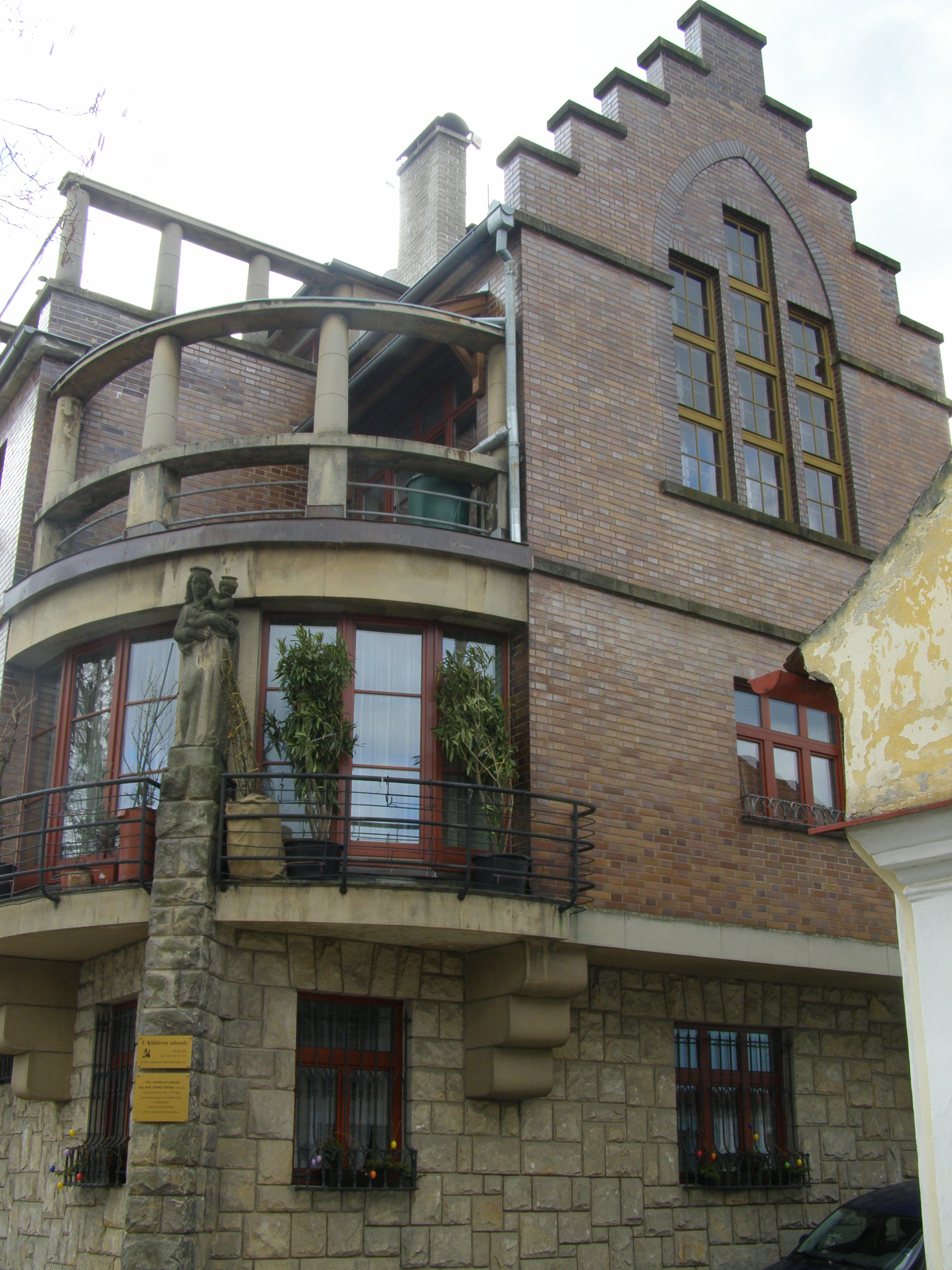
Rodinný dům Valtrova č.p. 33 Bechyně
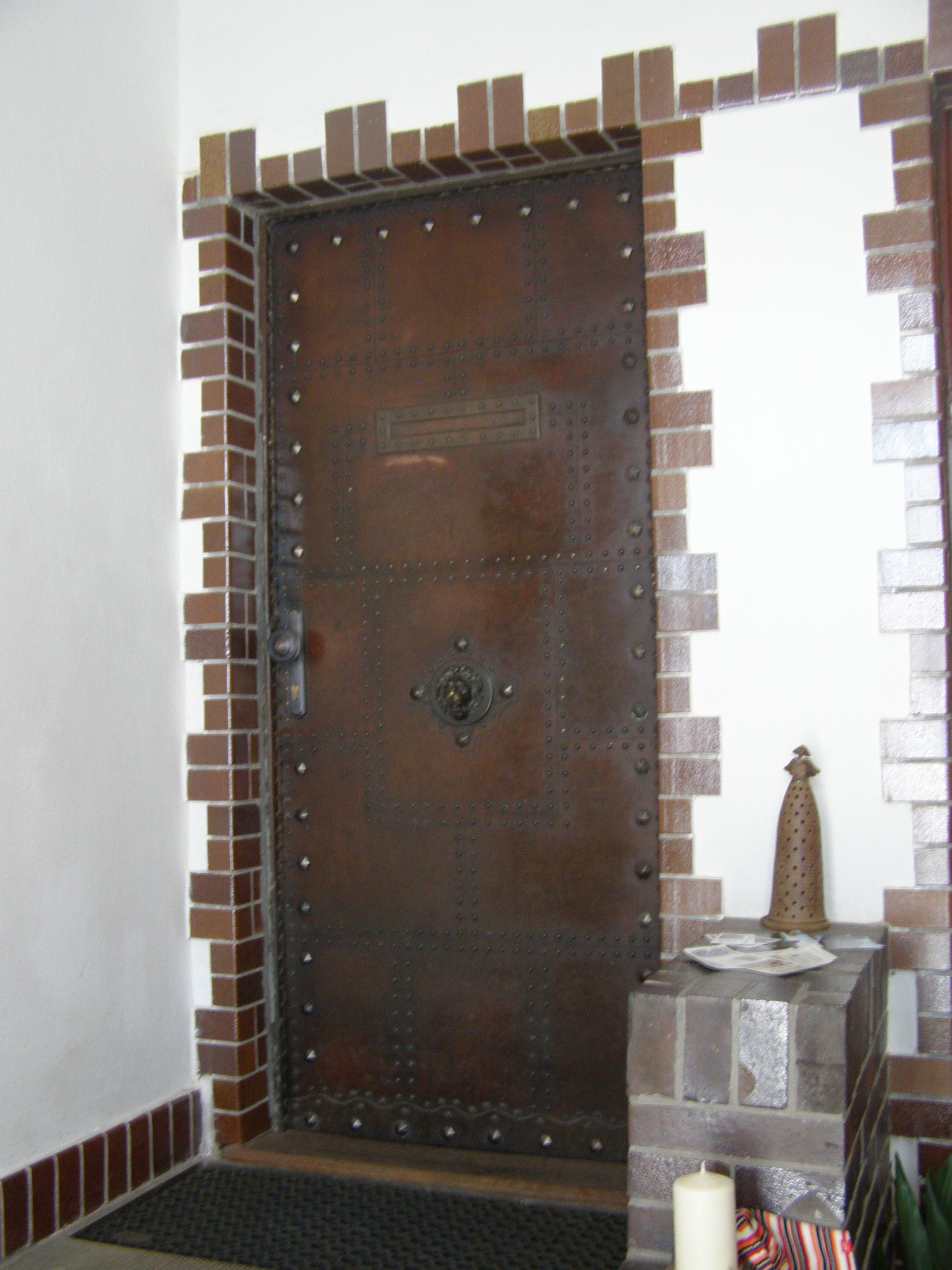
Původní vstupní dveře (Valtrova č.p. 33 Bechyně)

## Z. Pštross v encyklopediích a slovnících
- 1936 – Kulturní adresář ČSR (Biografický slovník žijících kulturních pracovníků a pracovnic)[11]
- 1950 – TOMAN, Prokop. Nový slovník československých výtvarných umělců. 3. vyd. Díl II. Praha: Tvar, 1950, s. 327.[4]
- 1993 – Nový slovník československých výtvarných umělců (II. díl; L–Ž)[11]
- 2003 – Slovník českých a slovenských výtvarných umělců 1950–2003. Vyd. 1. XII. díl (Por–Rj). Ostrava: Výtvarné centrum Chagall, 2003, s. 183.[4][11]
- 2004 – VLČEK, Pavel. Encyklopedie architektů, stavitelů, zedníků a kameníků v Čechách. Vyd. 1. Praha: Academia, 2004, s. 533.[4]